# Guyancourt
Guyancourt är en kommun i departementet Yvelines i regionen Île-de-France i norra Frankrike. Kommunen ligger i kantonen Montigny-le-Bretonneux som tillhör arrondissementet Versailles. År 2022 hade Guyancourt 29 758 invånare.

## Befolkningsutveckling
Antalet invånare i kommunen Guyancourt
| Referens: INSEE |